# نشخارک
نشخارک (به ارمنی: Նշխարք) یک روستا در ارمنستان است که در استان گغارکونیک واقع شده‌است. در کیلومتری شمال گاوار، مرکز استان گغارکونیک و ۱۳ کیلومتری جنوب روستای گغهوویت واقع شده‌است.

## خصوصیات
نشخارک ۶۷۷ نفر جمعیت دارد و در ارتفاع ۲۲۷۵ متر بالاتر از سطح دریا قرار گرفته‌است.
| سال   | ۱۸۷۳ | ۱۸۹۷ | ۱۹۲۶ | ۱۹۳۱ | ۲۰۱۱ |
| جمعیت | ۱۹۴  | ۳۰۳  | ۲۰۹  | ۲۱۸  | ۰    |